# Agensteinhaus
Agensteinhaus er en bygning, som rummer det lokalhistoriske museum i kommunen Erlenbach im Simmental i Kanton Bern i Schweiz.
Bygningen opførtes efter branden i 1765, og det antages, at den lokale tømrermester Hans Messerli stod for opførslen af dette typiske to-generationershus i tømmer, der er tre stuer i bredden. Bygningen er opført i det såkaldte Simmental-design, der kombinerer bindingsværk og bjælkekonstruktion på en harmonisk måde. Selvom bygningen ikke er malet i barokstil, anses dens sydvendte helt symmetriske, kraftigt strukturerede og sirlige hovedfacade som et mesterværk. Konstruktionen er et eksempel på en gård fra slutningen af det 18. Århundrede, der kan betragtes som dalens juvel.
Museets navn går tilbage til familien Agenstein fra Diemtigtal, der fra 1821 og i næsten 150 år var ejendommens ejere. Der blev foretaget få strukturelle ændringer af bygningen, da familien aldrig benyttede bygningen som fast bopæl, hvilket gør, at bygningen i dag stort set fremstår i sin oprindelige tilstand.